# Cassandra (opéra)
Pour les articles homonymes, voir Cassandra.
Cassandra  est un opéra en treize scènes et un prologue de Bernard Foccroulle, sur un livret écrit par Matthew Jocelyn, créé en 2023 à Bruxelles. L'opéra s'inspire du mythe de Cassandre pour le mettre en parallèle avec le personnage de Sandra, une jeune scientifique tentant de mettre en garde contre le changement climatique.

## Historique
Cassandra est le premier opéra de Bernard Foccroulle, précédemment directeur de La Monnaie, de 1992 à 2007, qu'il compose entre 2020 et 2022, sur une commande de Peter de Caluwe pour le théâtre royal de La Monnaie.
L'opéra est créé le 10 septembre 2023 au théâtre royal de La Monnaie sous la direction de Kazushi Ōno dans une mise en scène de Marie-Ève Signeyrole avec des décors de Fabien Teigné. La mise en scène de la création est sobre mais présente des décors variés, tels une ruine antique, une bibliothèque détruite et un iceberg en train de fondre ; des vidéos et animations sont projetées sur des toiles blanches tendues au fond de l'espace scénique.

## Description
Cassandra est un opéra un prologue et treize scènes en anglais dont la durée d'exécution est d'environ 1 heure et 50 minutes. La partition intègre notamment un chœur antique, elle symbolise l'antique par des cuivres, fait intervenir un saxophone et de la musique populaire contemporaine.

### Création
| Rôle                                        | Classification vocale | Créateur (2023)   |
| ------------------------------------------- | --------------------- | ----------------- |
| Cassandra                                   | mezzo-soprano         | Katarina Bradić   |
| Sandra                                      | soprano               | Jessica Niles     |
| Blake                                       | ténor                 | Paul Appleby      |
| Apollo / Angry audience member              | baryton               | Joshua Hopkins    |
| Priam / Alexander                           | basse                 | Gidon Saks        |
| Hecuba / Victoria                           | mezzo-soprano         | Susan Bickley     |
| Naomi                                       | soprano léger         | Sarah Defrise     |
| Stage Manager / Marjorie                    | soprano               | Sandrine Mairesse |
| Conference Presenter                        | soprano               | Lisa Willems      |
| Chorus of Spirits, Audience Members (chœur) |                       |                   |

- Orchestre et chœurs de La Monnaie, Bruxelles
- Chef d’orchestre : Kazushi Ono
- Chef de chœur : Emmanuel Trenque
- Mise en scène : Marie-Ève Signeyrole
- Décors : Fabien Teigné
- Costumes : Yashi